# Angula Shikongo
Angula Matheus Shikongo (ur. 24 lipca 1990) – namibijski zapaśnik walczący w stylu wolnym. Zajął 29. miejsce na mistrzostwach świata w 2011. Zdobył dwa brązowe medale na mistrzostwach Afryki w 2012 i 2014 roku.